# Euhesma macrayae
Euhesma macrayae là một loài Hymenoptera trong họ Colletidae. Loài này được Exley mô tả khoa học năm 1998.